# MCV/Develop
MCV/Develop (precedentemente MCV e Market for Computer & Video Games) è un periodico commerciale del Regno Unito che si concentra sugli aspetti commerciali dell'industria dei videogiochi. È pubblicato mensilmente da Biz Media, una filiale di Datateam Media Group ed è disponibile in formato cartaceo e digitale. Originariamente chiamato MCV, ha assorbito le risorse delle riviste gemelle (incluso Develop) nel 2018 e ha cambiato nome in "MCV/Develop" nel 2019.